# النرويج في الألعاب الأولمبية الصيفية 2016
نافست النرويج في دورة الألعاب الأولمبية الصيفية 2016 في ريو دي جانيرو، البرازيل، من 05 إلى 21 أغسطس 2016.
غادرت النرويج ريو دي جانيرو بأربع ميداليات برونزية فقط، مما يُعَد أضعف أداء أوليمبي لها منذ عام 1964. حصل المصارع اليوناني الروماني ستيغ أندريه بيرغه على أول ميدالية في هذه الرياضة للنرويج منذ 24 عاما، بينما نجح توفته في تأمين برونزية في التجديف الزوجي للرجال - مع شريكه شيتيل بورش - بعد حصوله على فضية في سيدني 2000، وميداليتين ذهبيتين واحدة من أثينا 2004 والأخرى من بكين 2008. البرونزية الثالثة كانت من نصيب برون وستراندلي في التجديف الزوجي للرجال في الوزن الخفيف. والبرونزية الرابعة حصل عليها فريق كرة اليد للسيدات، الذي كان يدافع عن اللقب للمرة الثانية على التوالي، لكنه مني بهزيمة مهينة 37-38 من روسيا في الدور قبل النهائي، ثم تغلب على الفريق الهولندي في مباراة المركز الثالث.